# Museo de Parinacota
El Museo de Parinacota es un museo de historia natural ubicado en la localidad homónima, en la Región de Arica y Parinacota, en el extremo norte de Chile.
Creado en 1970 y destinado a la protección de la fauna nortina, el objetivo del museo consiste principalmente en servir de soporte explicativo del Parque Nacional Lauca.
Entre las colecciones del museo se cuenta con casi un tercio de las aves existente en el país, como también un paraje natural de vizcachas (Lagidium viscacia), vicuñas (Vicugna vicugna) y guanacos (Lama guanicoe), que han logrado una asombrosa reproducción bajo protección. En el museo, hay una maqueta con el relieve del altiplano andino, con fotos en color tomadas por satélite y diferentes aves embalsamadas. Detrás, se ubica una laguna con sendero, que reúne gran cantidad de aves. 
El edificio está equipado con un hospedaje para turistas. Aquí, se ubica la administración de CONAF del Parque Nacional Lauca.